# Дрансі

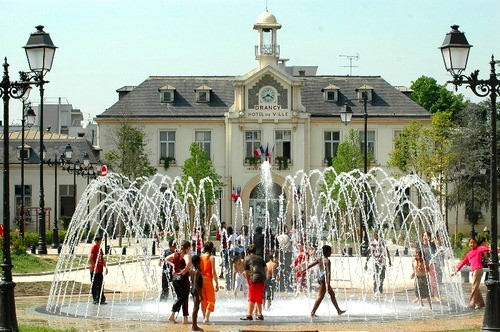
Ратуша

Дрансі́ (фр. Drancy) — місто та муніципалітет у Франції, у регіоні Іль-де-Франс, департамент Сена-Сен-Дені. Населення — 71 363 особи (01.01.2021).
Муніципалітет розташований на відстані близько 11 км на північний схід від Парижа, 3 км на північ від Бобіньї.

## Історія
Заселення цих місць людиною почалося з часів неоліту. Сучасний Дрансі з'явився в гало-римську епоху під назвою Terentiacum (за іменем землевласника Теренція). У 16-17 століттях землі належали родині Сег'є, яка спорудила тут замок. У 19 столітті барон де Ладусет розбив у Дрансі парк.
У роки Другої світової війни нацисти влаштували в Дрансі концентраційний табір для євреїв та циган, в якому загинуло багато відомих осіб, зокрема письменник Макс Жакоб. Нині на згадку про табір та його жертви встановлено меморіал.

## Демографія
Динаміка населення (INSEE ):
Розподіл населення за віком та статтю (2006):
| Стать | Всього | До 15 років | 15-24 | 25-44 | 45-64 | 65-85 | Понад 85 |
| --- | ------ | ----------- | ----- | ----- | ----- | ----- | -------- |
| Чоловіки | 32 255 | 6886        | 4313  | 9534  | 7877  | 3435  | 210      |
| Жінки | 33 815 | 6947        | 4620  | 9510  | 7550  | 4599  | 589      |
| \| Статево-вікова піраміда \| Статево-вікова піраміда \| Статево-вікова піраміда \| \| ----------------------- \| ----------------------- \| ----------------------- \| \| Чоловіки \| Вік \| Жінки \| \| 210 \| 85 + \| 589 \| \| 424 \| 80-84 \| 794 \| \| 824 \| 75-79 \| 1207 \| \| 1035 \| 70-74 \| 1394 \| \| 1152 \| 65-69 \| 1204 \| \| 1311 \| 60-64 \| 1173 \| \| 1980 \| 55-59 \| 1904 \| \| 2180 \| 50-54 \| 2076 \| \| 2406 \| 45-49 \| 2397 \| \| 2463 \| 40-44 \| 2377 \| \| 2315 \| 35-39 \| 2287 \| \| 2353 \| 30-34 \| 2399 \| \| 2403 \| 25-29 \| 2447 \| \| 2111 \| 20-24 \| 2375 \| \| 2202 \| 15-20 \| 2245 \| \| 2148 \| 10-14 \| 2230 \| \| 2275 \| 5-9 \| 2205 \| \| 2463 \| 0-4 \| 2512 \| |        |             |       |       |       |       |          |
| Статево-вікова піраміда |        |             |       |       |       |       |          |
| Чоловіки | Вік    | Жінки       |       |       |       |       |          |
| 210 | 85 +   | 589         |       |       |       |       |          |
| 424 | 80-84  | 794         |       |       |       |       |          |
| 824 | 75-79  | 1207        |       |       |       |       |          |
| 1035 | 70-74  | 1394        |       |       |       |       |          |
| 1152 | 65-69  | 1204        |       |       |       |       |          |
| 1311 | 60-64  | 1173        |       |       |       |       |          |
| 1980 | 55-59  | 1904        |       |       |       |       |          |
| 2180 | 50-54  | 2076        |       |       |       |       |          |
| 2406 | 45-49  | 2397        |       |       |       |       |          |
| 2463 | 40-44  | 2377        |       |       |       |       |          |
| 2315 | 35-39  | 2287        |       |       |       |       |          |
| 2353 | 30-34  | 2399        |       |       |       |       |          |
| 2403 | 25-29  | 2447        |       |       |       |       |          |
| 2111 | 20-24  | 2375        |       |       |       |       |          |
| 2202 | 15-20  | 2245        |       |       |       |       |          |
| 2148 | 10-14  | 2230        |       |       |       |       |          |
| 2275 | 5-9    | 2205        |       |       |       |       |          |
| 2463 | 0-4    | 2512        |       |       |       |       |          |

## Економіка
2010 року серед 43 824 осіб працездатного віку (15—64 років) 31 481 була активною, 12 343 — неактивними (показник активності 71,8%, у 1999 році було 72,7%). З 31 481 активної мешканців працювало 26 300 осіб (14 259 чоловіків та 12 041 жінка), безробітними було 5181 (2582 чоловіки та 2599 жінок). Серед 12 343 неактивних 4598 осіб було учнями чи студентами, 2729 — пенсіонерами, 5016 були неактивними з інших причин.

У 2010 році в муніципалітеті числилось 25066 оподаткованих домогосподарств, у яких проживали 68313,0 особи, медіана доходів виносила 15 422 євро на одного особоспоживача

## Уродженці
- Жозеф Теллечеа (*1926 — †2015) — французький футболіст, півзахисник.